# لوكاس غريل (لاعب كرة قدم)
لوكاس غريل (بالألمانية: Lukas Grill)‏ هو لاعب كرة قدم نمساوي في مركز الوسط، ولد في 19 نوفمبر 1991 في فيينا في النمسا. لعب مع SC Austria Lustenau ‏.

## وصلات خارجية
- لوكاس غريل (لاعب كرة قدم) على موقع قاعدة بيانات كرة القدم.إي يو (الإنجليزية)
- لوكاس غريل (لاعب كرة قدم) على موقع عالم كرة القدم.نت (الإنجليزية)